# زولتان فيهير
زولتان فيهير (بالمجرية: Fehér Zoltán)‏ (12 يونيو 1981 في المجر - ) هو لاعب كرة قدم مجري في مركز الوسط. لعب مع غيور تورنا أوزتالي ونادي فاساس وفيهرين ساندانسكي وزومباثلي هالاداس ‏ وRákospalotai EAC ‏ وFC Sopron ‏.

## وصلات خارجية
- زولتان فيهير على موقع قاعدة بيانات كرة القدم.إي يو (الإنجليزية)
- زولتان فيهير على موقع Soccerway.com (الإنجليزية)